# Isaías Dury
Eliseo Isaías Dury Gómez (Cobija, 16 de octubre de 1990) es un futbolista boliviano. Juega como lateral izquierdo o interior izquierdo y su actual equipo es Afiz de la Asociación de Fútbol Oruro.
Dury se destaca al ser un extremo izquierdo, pequeño, diestro, hábil y rápido.

## Trayectoria

### Inicios
Fue juvenil de The Strongest entre 2007 y 2010.

## Selección nacional

### Categorías inferiores
Fue internacional con la categoría categoría sub-17 y la selección de fútbol de Bolivia sub-20, disputando 7 partidos.

## Clubes
| Club                 | País    | Año         |
| -------------------- | ------- | ----------- |
| The Strongest        | Bolivia | 2007 - 2010 |
| San José             | Bolivia | 2010 - 2013 |
| Nacional Potosí      | Bolivia | 2014 - 2018 |
| Sur-Car              | Bolivia | 2018        |
| Real Potosí          | Bolivia | 2019        |
| San Isidro           | Bolivia | 2020        |
| Deportivo Shalón     | Bolivia | 2021        |
| Afiz                 | Bolivia | 2022        |
| Deportivo Shalón     | Bolivia | 2022        |
| CDT Real Oruro       | Bolivia | 2023        |
| Stormers San Lorenzo | Bolivia | 2024 -      |